# Земляной город
Земляно́й го́род — историческая местность Москвы внутри несохранившихся крепостных стен Земляного города (ныне Садового кольца), но вне Кремля, Китай-города и Белого города (ныне Бульварного кольца).
Это была четвёртая после стен Кремля, Китай-города и Белого города крепостная стена Москвы.

## История
До конца XVI века территория Земляного города не входила в городскую черту. Здесь располагались многочисленные сёла, монастырские земли, позже — ремесленные слободы: дворцовые, чёрные и владельческие. Возможно, весь Земляной город или его западная часть в те времена носил название Арбат (от арабского: рабад, рабат — предместье, пригород), каковое в нынешние времена сохранилось только за улицами Старый и Новый Арбат.
В состав Москвы Земляной город вошёл во время очередной Шведской войны 1590—1595 гг. при царе Фёдоре Иоанновиче, когда после набега Крымского хана Казы-Гирея II (1591) в течение года (1591—1592 гг.) был сооружён земляной вал с деревянными стенами и башнями числом 34, а перед валом устроен ров. Вновь присоединённая часть города стала именоваться Деревянным городом, а «в миру» — Скородомом. Существуют две версии происхождения топонима Скородом. Согласно первой, имя отражает необычайную скорость постройки «грандиозных» укреплений, согласно же второй, Скородом — более раннее название и означает «наскоро построенные дома».
От Белого города Деревянный город был отделён стенами с валом и рвом, а соединялся с ним воротами, располагавшимися на местах нынешних площадей Бульварного кольца. Стены Белого города были постепенно разобраны в 1770—1780-х годах, причём последними разобраны Арбатские ворота — в 1792 году. На их месте были высажены деревья (первоначально, берёзы). Окончательное устройство бульваров было закончено в первой четверти XIX столетия. Ныне по линии стен Белого города проходит Бульварное кольцо столицы.
Во времена Смуты, 20 марта 1611 года, Скородом с укреплениями был сожжён польскими войсками, готовившимися к обороне против Первого ополчения. Новый вал, за которым закрепилось название «Земляной город», был сооружён только в 1638—1641 гг., при Алексее Михайловиче. Он был длиннее предыдущего, город за валом достиг в окружности 14 вёрст, и шёл от устья реки Яузы до Чертольской башни (примерно: пересечение ул. Пречистенки и Садового кольца), укреплялся «острогами» — брёвнами с заострёнными концами, — и башнями, числом 57. Кроме оных, в земляной вал было встроено 11 ворот. При этом, наиболее опасные со стороны татар Серпуховские и Калужские ворота были сделаны каменными. В 1692—1695 гг. на месте деревянных Сретенских ворот были построены новые каменные, с башней над ними, получившие название Сухаревой башни в честь стрелецкого полковника Лаврентия Сухарева, первым перешедшего со своим полком к Петру во время его борьбы с царевной Софьей. В 1709 году на месте проломных ворот, ведущих в Лефортово, была построена деревянная триумфальная арка для встречи войск, возвращавшихся после Полтавской победы; в 1753 году она была отстроена в камне, получив название Красных ворот.
К концу XVIII столетия укрепления обветшали, и в 1783 году граф Чернышёв, главнокомандующий Москвы, повелел уничтожить стены и часть башен, превратив тем самым Земляной вал в место прогулок для москвичей. В войну 1812 г. Земляной город значительной частью выгорел и при послевоенном переустройстве укрепления были уничтожены: вал срыт, а ров — засыпан (1816—1830 годы). Владельцев домов, стоявших вдоль образовавшейся улицы, обязали разводить сады на прирезанных от бывшего вала участках. Возникла Садовая улица.
К 1917 году изо всех ворот уцелели только Красные и Сретенские ворота. Первые были разобраны в 1928 г., вторые (Сухарева башня) — в 1934. Ныне на месте Земляного вала расположено Садовое кольцо.

## Ворота Земляного города
- Чертольские (Пречистенские) — на месте современной Зубовской площади (полковник Зубов командовал в XVII в. стрелецким полком, охранявшим Чертольские ворота)[7].
- Арбатские (Смоленские) — на месте нынешней Смоленской площади.
- Никитские — близко к Кудринской площади
- Тверские — на месте нынешней Триумфальной площади. В XVIII веке на этом месте ставили деревянные триумфальные арки к коронационным въездам царей и цариц.
- Дмитровские
- Петровские
- Сретенские — деревянные, затем каменная Сухарева башня, сейчас на их месте Большая Сухаревская площадь
- Покровские — близко к площади Цезаря Кунникова
- Яузские (Таганские)
- Серпуховские — деревянные, затем каменные,
- Калужские — деревянные, затем каменные, сейчас на их месте Калужская площадь[8].

## Застройка
До XV века территории Земляного города были ещё слабо заселены: деревни с пахотными и луговыми землями (напр., село Сущёво на северо-западе или село Киевец возле нынешнего Хилкова переулка), земельные угодья монастырей (напр., Новинского на том же северо-западе), а также бросовые земли — Козье болото на месте Спиридоньевской улицы, песчаные почвы возле современного Арбата и пр.
В конце XIV — начале XV веков за Яузские ворота, на высокий крутой склон за устьем Яузы, переселились гончары и кузнецы, основав одну из первых слобод. Начался слободской период будущего Земляного города: запад — дворцовые слободы, север и восток — ремесленные слободы на «чёрных землях», облагавшихся податями, вокруг монастырей — слободы монастырские.
В 1565 году Иван Грозный перевёл дворцовые слободы в Опричнину. Туда попадают территории современных: Остоженки, Пречистенки, Сивцева Вражка и Арбата,- остальная же часть Земляного города осталась в Земщине. Опричные земли начали заселяться дворянами — приближенными к царю боярами и князьями. Здесь появились первые дома каменной постройки. Земская же часть так и осталась почти сплошь слободской (за исключением района Тверской улицы, по которой в столицу въезжали иностранные послы и где также селилось дворянство — с XVII в. — и купечество) и застроена скорыми на постройку небольшими деревянными домишками — Скородомом. Застройка кардинально не меняется вплоть до пожара 1812 года: на 1796 год около 4/5 домов в Земляном городе — деревянные, с садом или палисадником. Мостовые отсутствуют, за исключением главных радиальных улиц, часть из которых вымощена брёвнами.
Пожар 1812 года уничтожает некоторые части Земляного города буквально дотла. Районы Пречистенки и Тверской — в числе наиболее пострадавших. Однако, город быстро восстанавливается и в 1820 по вновь отстроенной Тверской начинают ходить дилижансы сообщением Москва-Петербург. Число каменных домов растёт — в 1838 г. муниципалитет запрещает деревянное строительство вдоль бульваров и главных радиальних улиц, а в 1856 — на всех улицах, кроме Воронцова поля,- но настоящий строительный бум начинается в 1860-х годах, после отмены крепостного права и с началом бурного развития капиталистического хозяйства. Земляной город застраивается 4-, 6-этажными доходными домами и домами состоятельных предпринимателей.
К 1917 г. в Земляном городе находится самая «аристократическая» улица Москвы — Поварская, а Арбат, Молчановка, Бронные улицы и Козихинские переулки представляют собою своего рода московский «Латинский квартал», заселённый по преимуществу интеллигенцией и студентами.
После 1917 г. топоним «Земляной город» исчезает с карт Москвы и из официальных документов. См., например: Административное деление Москвы в XVIII—XX веках